# Wiktor Iwanowitsch Masin
Wiktor Iwanowitsch Masin (russisch Виктор Иванович Мазин; * 18. Juni 1954 in Tschernowskije Kopi, Oblast Tschita; † 8. Januar 2022 in Minussinsk, Region Krasnojarsk) war ein sowjetischer Gewichtheber.

## Karriere
Masins erster und einziger internationaler Wettkampf waren die Olympischen Spiele 1980 in Moskau. Er startete im Federgewicht bis 60 kg und erzielte mit 290,0 kg (130,0/ 160,0 kg) einen neuen olympischen Rekord und gewann zugleich die Goldmedaille. Der Zweitplatzierte Stefan Dimitrow erzielte 287,5 kg. Diese Veranstaltung repräsentierte gleichzeitig die Weltmeisterschaft für 1980, womit Masin auch Weltmeister wurde. Trotz seiner relativ kurzen internationalen Karriere konnte Masin mehrere Weltrekorde heben.

## Bestleistungen
- Reißen: 130,0 kg in der Klasse bis 60 kg 1980 in Moskau
- Stoßen: 160,0 kg in der Klasse bis 60 kg 1980 in Moskau
- Zweikampf: 290,0 kg in der Klasse bis 60 kg 1980 in Moskau